# Bisdom Huacho
Het bisdom Huacho (Latijn: Dioecesis Huachensis) is een rooms-katholiek bisdom met als zetel Huacho, in Peru. Het bisdom is suffragaan aan het aartsbisdom Lima. 

## Geschiedenis
Het bisdom werd opgericht op 15 mei 1958, uit delen van het bisdom Huaraz en het aartsbisdom Lima. 

## Parochies
Het bisdom had in 2021 een oppervlakte van 14.992 km2 en telde 649.000 inwoners waarvan 90,3% rooms-katholiek was.

## Bisschoppen
- Nemesio Rivera Meza (15 mei 1958 - 28 januari 1960)
- Pablo Ramírez Taboada (28 januari 1960 - 19 december 1966)
- Lorenzo León Alvarado (3 augustus 1967 - 22 april 2003)
- Antonio Santarsiero Rosa (4 februari 2004 - heden)

Lima (aartsbisdom) · Callao · Carabayllo · Chosica · Huacho · Ica · Lurín · Yauyos (territoriale prelatuur)